# Londinières
Londinières est une commune française située dans le département de la Seine-Maritime en région Normandie.

## Géographie

### Description
Londinières est un bourg périurbain normand sitié aux portes du pays de Bray. Elle est située à 15 km au nord de Neufchâtel-en-Bray, 30 km au sud-est de Dieppe et de la Manche, 60 km au nord-est  de Rouen et 195 km au nord-ouest de Paris.
Par l'ancienne route nationale 314 (reliant Forges-les-Eaux à Eu) qui la traverse et sa proximité à l'A28, elle constitue un carrefour local relativement important.
Le bourg est le terminus de la ligne de bus Dieppe - Londinières.

### Hydrographie
La commune est située dans le bassin Seine-Normandie. Elle est drainée par l'Eaulne, le cours d'eau 01 de la commune des Londinières et divers autres petits cours d'eau,.
L'Eaulne, d'une longueur de 45 km, prend sa source dans la commune de Mortemer et se jette  dans l'Arquesen limite des communes d'Arques-la-Bataille et de Martin-Église, après avoir traversé 19 communes. 

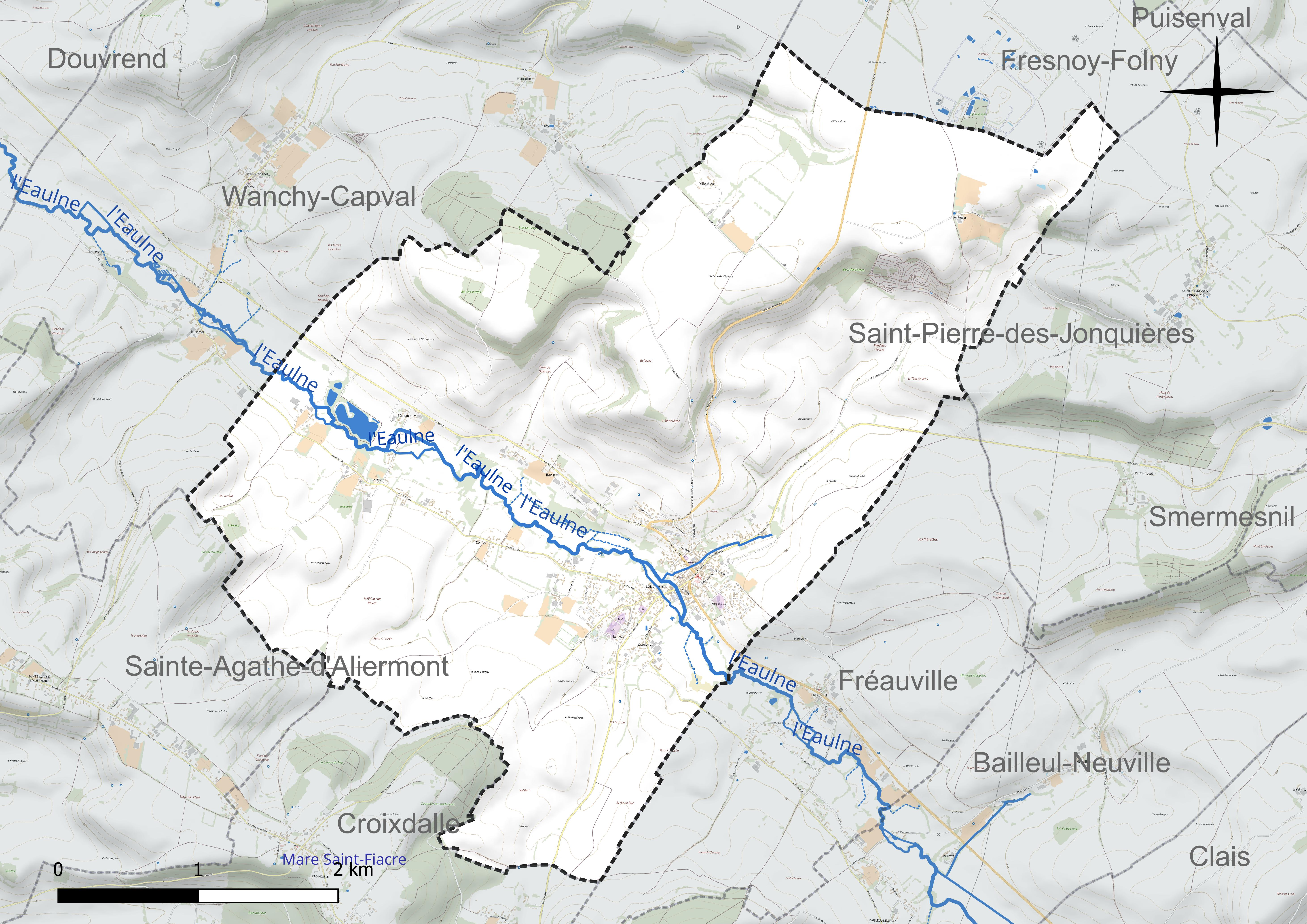
Réseau hydrographique de Londinières.

### Quartiers, hameaux et lieux-dits
- Boissay-sur-Eaulne (à l'ouest de Londinières, sur la rive gauche de l'Eaulne), ancienne commune absorbée en 1823[4] ;
- la Croix ;
- Grainville.

### Climat
Pour des articles plus généraux, voir Climat de la Normandie et Climat de la Seine-Maritime.
En 2010, le climat de la commune est de type climat océanique altéré, selon une étude du CNRS s'appuyant sur une série de données couvrant la période 1971-2000. En 2020, Météo-France publie une typologie des climats de la France métropolitaine dans laquelle la commune est exposée à un climat océanique et est dans la région climatique Côtes de la Manche orientale, caractérisée par un faible ensoleillement (1 550 h/an) ; forte humidité de l’air (plus de 20 h/jour avec humidité relative > 80 % en hiver), vents forts fréquents. Parallèlement le GIEC normand, un groupe régional d’experts sur le climat, différencie quant à lui, dans une étude de 2020, trois grands types de climats pour la région Normandie, nuancés à une échelle plus fine par les facteurs géographiques locaux. La commune est, selon ce zonage, exposée à un « climat contrasté des collines », correspondant au Pays de Bray, bien arrosé et frais.
Pour la période 1971-2000, la température annuelle moyenne est de 10,5 °C, avec une amplitude thermique annuelle de 14,1 °C. Le cumul annuel moyen de précipitations est de 878 mm, avec 13,2 jours de précipitations en janvier et 8,6 jours en juillet. Pour la période 1991-2020, la température moyenne annuelle observée sur la station météorologique la plus proche, située sur la commune de Bouelles à 15 km à vol d'oiseau, est de 10,7 °C et le cumul annuel moyen de précipitations est de 838,4 mm,. Pour l'avenir, les paramètres climatiques de la commune estimés pour 2050 selon différents scénarios d’émission de gaz à effet de serre sont consultables sur un site dédié publié par Météo-France en novembre 2022.

## Urbanisme

### Typologie
Au 1er janvier 2024, Londinières est catégorisée bourg rural, selon la nouvelle grille communale de densité à sept niveaux définie par l'Insee en 2022.
Elle est située hors unité urbaine et hors attraction des villes,.

### Occupation des sols
L'occupation des sols de la commune, telle qu'elle ressort de la base de données européenne d’occupation biophysique des sols Corine Land Cover (CLC), est marquée par l'importance des territoires agricoles (91,7 % en 2018), en diminution par rapport à 1990 (93,8 %). La répartition détaillée en 2018 est la suivante : 
terres arables (63,5 %), prairies (28,2 %), zones urbanisées (4,8 %), forêts (2,1 %), espaces verts artificialisés, non agricoles (1,3 %). L'évolution de l’occupation des sols de la commune et de ses infrastructures peut être observée sur les différentes représentations cartographiques du territoire : la carte de Cassini (XVIIIe siècle), la carte d'état-major (1820-1866) et les cartes ou photos aériennes de l'IGN pour la période actuelle (1950 à aujourd'hui).

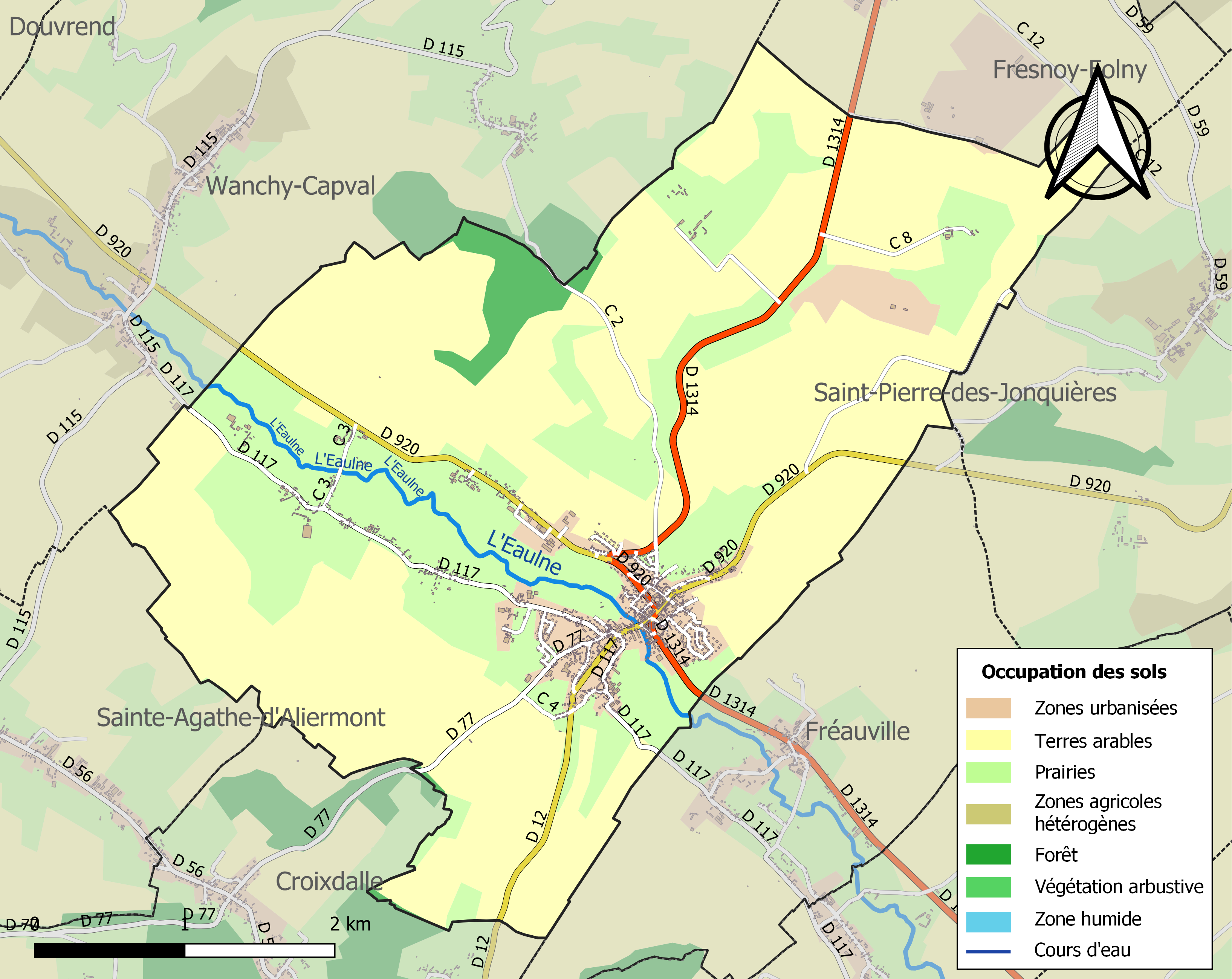
Carte des infrastructures et de l'occupation des sols de la commune en 2018 (CLC).

### Habitat et logement
En 2018, le nombre total de logements dans la commune était de 696, alors qu'il était de 669 en 2013 et de 618 en 2008.
Parmi ces logements, 84,6 % étaient des résidences principales, 7,1 % des résidences secondaires et 8,3 % des logements vacants. Ces logements étaient pour 81,5 % d'entre eux des maisons individuelles et pour 18,3 % des appartements.
Le tableau ci-dessous présente la typologie des logements à Londinières en 2018 en comparaison avec celle de la Seine-Maritime et de la France entière. Une caractéristique marquante du parc de logements est ainsi une proportion de résidences secondaires et logements occasionnels (7,1 %) supérieure à celle du département (3,9 %) et à celle de la France entière (9,7 %). Concernant le statut d'occupation de ces logements, 57,7 % des habitants de la commune sont propriétaires de leur logement (59,2 % en 2013), contre 53 % pour la Seine-Maritime et 57,5 pour la France entière.
| Typologie                                               | Londinières | Seine-Maritime | France entière |
| ------------------------------------------------------- | ----------- | -------------- | -------------- |
| Résidences principales (en %)                           | 84,6        | 88             | 82,1           |
| Résidences secondaires et logements occasionnels (en %) | 7,1         | 3,9            | 9,7            |
| Logements vacants (en %)                                | 8,3         | 8,1            | 8,2            |

## Toponymie
Le nom de la localité est attesté sous les formes Lundinarias, variation Nundinarias en 872-875; Nundinarias en 875; Lundinarias en 1034 environ (Jean Adigard des Gautries, 1958 p. 301).
Il s'agit d'une formation toponymique en -arias, suffixe féminin (-aria) à l'accusatif pluriel. Le premier élément Londin- < Nundin- semble s'expliquer par le latin nundĭnae, nundinārum « marché », d'où le sens global d’« (emplacement) de marché ». Ce lieu était donc occupé par un marché, ce qu'il est d'ailleurs resté.
Remarque : le passage de Nundinarias à Londinières s'explique par un phénomène de dissimilation du [n] initial que l'on retrouve dans Longjumeau (Essonne, Nongemellum XIe siècle).

## Histoire
L'élément le plus marquant de l'histoire du village est la découverte fortuite, en 1846, par Paul-Henri Cahingt, un fermier et érudit local, accompagné de l'abbé Cochet d'environ 400 fosses taillées dans la craie et qui renfermaient parfois plusieurs corps. Les sépultures étaient orientées ouest-est et disposées en rangées nord-sud. Comparativement aux nécropoles mérovingiennes analogues de Douvrend ou d'Envermeu, le mobilier exhumé est relativement peu luxueux (aucune pièce d'or ou dorée). Dans ce mobilier se trouvent : des plaques boucles en bronze datées du VIIe siècle, des fibules, une abondante céramique (150 pots, des vases, des assiettes) et un peu de verrerie. Le grand nombre d'armes découvertes sur le site et leur type montrent qu'il s'agissait de guerriers francs (avec femmes et enfants) : on dénombre pas moins de 130 scramasaxes, une vingtaine de breitsaxes, trois spatha (épées), une quinzaine de haches dont une francisque, des fers de flèches, 75 lances, un umbo de bouclier en fer, etc,.
Londinières était une baronnie.
La halle dite aux grains (blé, seigle, pois, vesce, lentille, sainfoin...) est édifiée en 1835. Au-dessus sont alors installées  la  mairie,  dans  un  local de location, et une salle d’audience  pour  la  justice de paix. La Halle au beurre est construite dans un second temps entre le perron de l’église et le monument aux morts. Après la suppression des foires, ce bâtiment a été transformé en l'hôtel-de-Ville.
Le circuit de Dieppe sur lequel se sont courus quatre Grands prix de l'ACF passait par Londinières.
La ville a été desservi par la ligne de chemin de fer secondaire Amiens - Aumale - Envermeu de 1906 à 1947.
Lors de la Seconde Guerre mondiale, elle a subi des bombardements le 7 juin 1940 et le 21 décembre 1943. Elle est décorée de la Croix de guerre 1939-1945 .

## Politique et administration

### Rattachements administratifs et électoraux
La commune se trouve depuis 1926 dans l'arrondissement de Dieppe du département de la Seine-Maritime. Pour l'élection des députés, elle fait partie depuis 2012 de la sixième circonscription de la Seine-Maritime.
Elle était de 1793 le chef-lieu du canton de Londinières. Dans le cadre du redécoupage cantonal de 2014 en France, la commune est désormais intégrée au canton de Neufchâtel-en-Bray.

### Intercommunalité
Londinières  est le siège de la communauté de communes de Londinières, un établissement public de coopération intercommunale (EPCI) à fiscalité propre créé fin 2000  et auquel la commune a transféré un certain nombre de ses compétences, dans les conditions déterminées par le code général des collectivités territoriales.

### Liste des maires
| Période                                  | Période                      | Identité             | Étiquette    | Qualité |
| ---------------------------------------- | ---------------------------- | -------------------- | ------------ | --- |
| Les données manquantes sont à compléter. |                              |                      |              | |
| 1864                                     |                              | M. Payen             |              | |
| 1941                                     |                              | Découvert            |              | |
|                                          |                              | Paul Godouet         | DVD puis UDR | Conseiller général de Londinières (1960 → 1973) |
| Les données manquantes sont à compléter. |                              |                      |              | |
|                                          | 1978                         | Maurice Dunet        |              | |
| mars 1978                                | juin 1995                    | Jean-Pierre Dancourt | DVD          | Vétérinaire Conseiller général de Londinières (1973 → 1992) |
| juin 1995                                | mars 2001                    | M. Hardy             |              | Professeur |
| mars 2001                                | avril 2018                   | Michel Huet          | DVD          | Directeur retraité de l’Institut Saint-Joseph à Mesnière Président de la CC de Londinières (2014 → 2020) Démissionnaire                                                                  |
| avril 2018                               | En cours (au 4 février 2021) | Armelle Biloquet     | DVD          | Agricultrice Vice-présidente (2014 → 2020) puis présidente (2020 → ) de la CC de Londinières Conseillère départementale de Neufchâtel-en-Bray (2021 → ) Réélue pour le mandat 2020-2026, |

## Équipements et services publics

### Enseignement
La ville accueille[Quand ?] une école maternelle (école "les Jeunes-Pousses"), une école primaire, dotée d'une 3e classe pour la rentrée 2017-2018 (école du Tilleul), et un collège (collège Paul-Henri-Cahingt).
Le lycée d'enseignement général le plus proche est celui de Neufchâtel-en-Bray. Il y a aussi un lycée professionnel et agricole à Neufchâtel-en-Bray.  Le canton de Londinières possède un lycée d'hôtellerie situé à Smermesnil.

### Santé
L'hôpital le plus proche est celui de Neufchâtel-en-Bray. Le CHU le plus proche est celui de Rouen.
La commune dispose[Quand ?] d'une pharmacie, de cabinets d'infirmiers libéraux, trois médecins généralistes, un dentiste, un kinésithérapeute, une maison de retraite. Elle dispose également d'une maison pluridisciplinaire de santé.
Grâce à l'aide de la région et du département, qui ont subventionné de 510 000 € l'équipement, la commune, classée déficitaire par l’Agence régionale de santé depuis 2005, s'est équipée en 2016 d'une maison de santé pouvant accueillir jusqu’à 12 praticiens : kinésithérapeutes, généralistes, dentistes,...

### Équipements sportifs
La commune dispose[Quand ?] de plusieurs équipements sportifs tels que deux gymnases (dont un est exclusivement réservé à la pratique du tennis) ainsi qu'un stade de football. La commune est également proche d'un terrain de motocross connu dans la région.
Près de l'étang ont été installés en 2019 six appareils de fitness en libre-service

### Autres équipements
Une maison France Services ouvre en 2021 dans les locaux du centre médico-social. Cet équipement, animé par la mutualité sociale agricole, permet d'accéder à des services publics comme la  caisse d’allocations familiales, les ministères de l’Intérieur, de la Justice, des Finances Publiques…

## Population et société

### Évolution démographique
L'évolution du nombre d'habitants est connue à travers les recensements de la population effectués dans la commune depuis 1793. Pour les communes de moins de 10 000 habitants, une enquête de recensement portant sur toute la population est réalisée tous les cinq ans, les populations de référence des années intermédiaires étant quant à elles estimées par interpolation ou extrapolation. Pour la commune, le premier recensement exhaustif entrant dans le cadre du nouveau dispositif a été réalisé en 2006.

En 2022, la commune comptait 1 233 habitants, en évolution de −2,99 % par rapport à 2016 (Seine-Maritime : +0,35 %, France hors Mayotte : +2,11 %).
| 1793 | 1800 | 1806 | 1821 | 1831 | 1836  | 1841  | 1846  | 1851  |
| ---- | ---- | ---- | ---- | ---- | ----- | ----- | ----- | ----- |
| 739  | 701  | 733  | 997  | 985  | 1 059 | 1 053 | 1 034 | 1 012 |

| 1856  | 1861  | 1866  | 1872  | 1876  | 1881  | 1886  | 1891  | 1896  |
| ----- | ----- | ----- | ----- | ----- | ----- | ----- | ----- | ----- |
| 1 069 | 1 146 | 1 141 | 1 146 | 1 152 | 1 116 | 1 115 | 1 125 | 1 139 |

| 1901  | 1906  | 1911  | 1921  | 1926  | 1931  | 1936  | 1946  | 1954  |
| ----- | ----- | ----- | ----- | ----- | ----- | ----- | ----- | ----- |
| 1 067 | 1 112 | 1 088 | 1 112 | 1 099 | 1 117 | 1 099 | 1 089 | 1 123 |

| 1962  | 1968  | 1975  | 2006  | 2011  | 2016  | 2021  | 2022  | - |
| ----- | ----- | ----- | ----- | ----- | ----- | ----- | ----- | - |
| 1 245 | 1 221 | 1 170 | 1 188 | 1 291 | 1 271 | 1 243 | 1 233 | - |

### Sports
L'Union sportive de Londinières, fondée le 22 octobre 1922  a fété en 2022 ses cent ans. A cette occasion, le nouveau stade de la commune a été baptisé stade Laurent-Coquin, du nom du président de ce club de 1999 à 2021,.

### Manifestations culturelles et festivités
Le premier week-end de septembre une fête-foraine s'installe dans le centre bourg.
Le jour de l'Ascension une braderie d'importance régionale[réf. nécessaire] est organisée.

## Économie
L'activité économique principale du bourg est l'agriculture. Londinières possède cependant une zone d'activités en cours de commercialisation[Quand ?], qui contient quelques entreprises. Notamment SERAPID, entreprise spécialisée dans l'industrie high-tech et dans l'équipement théâtral (élévateur, changement de décors...). Celle-ci embauche environ 80 salariés et a un chiffre d'affaires situé aux alentours de 20 millions d'euros.
La société SERAPID possède une autre antenne en France située à Rouxmesnil-Bouteilles et une autre à Détroit, aux États-Unis.

## Culture locale et patrimoine

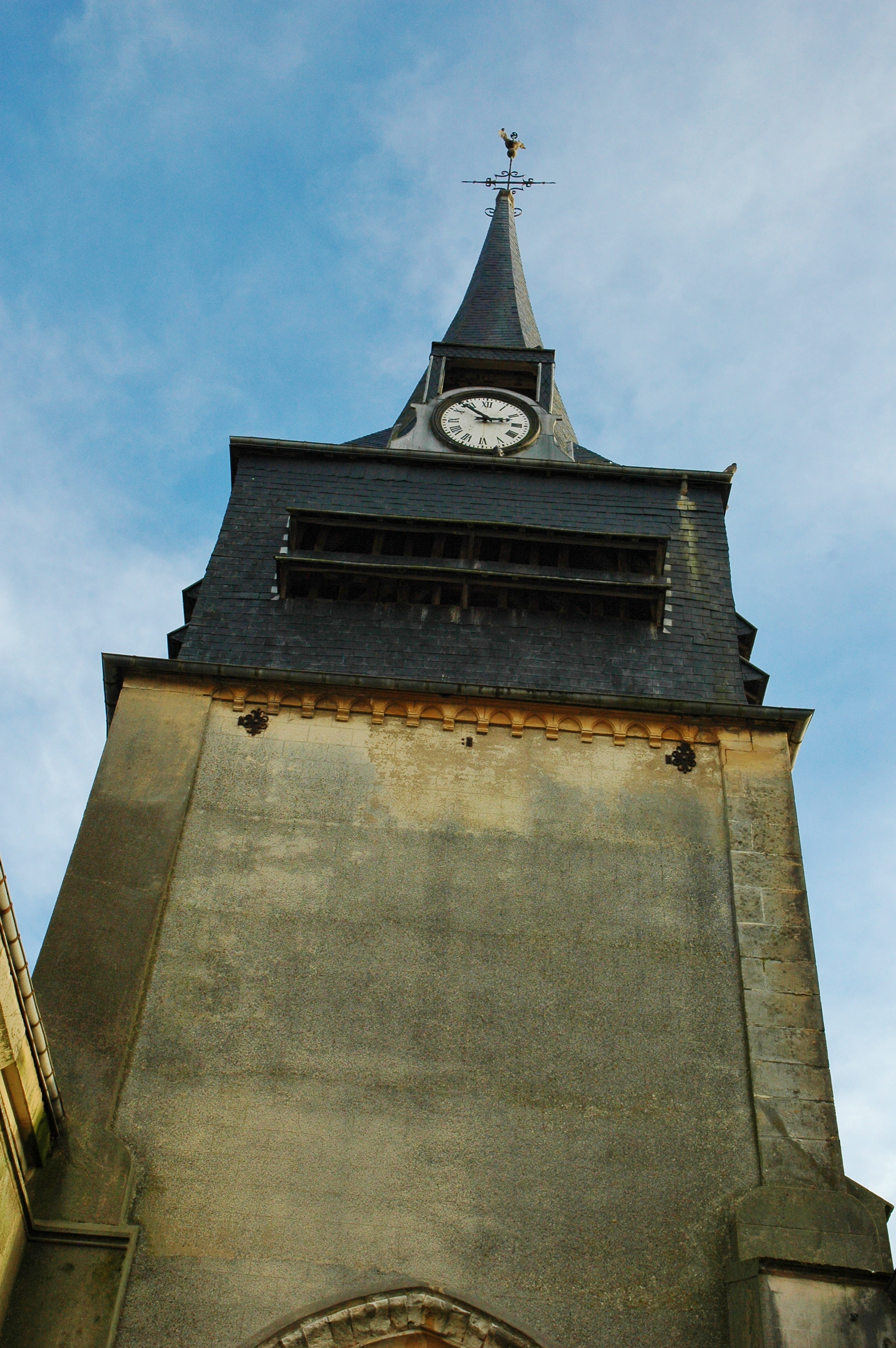
Le clocher datant du XVIe siècle.

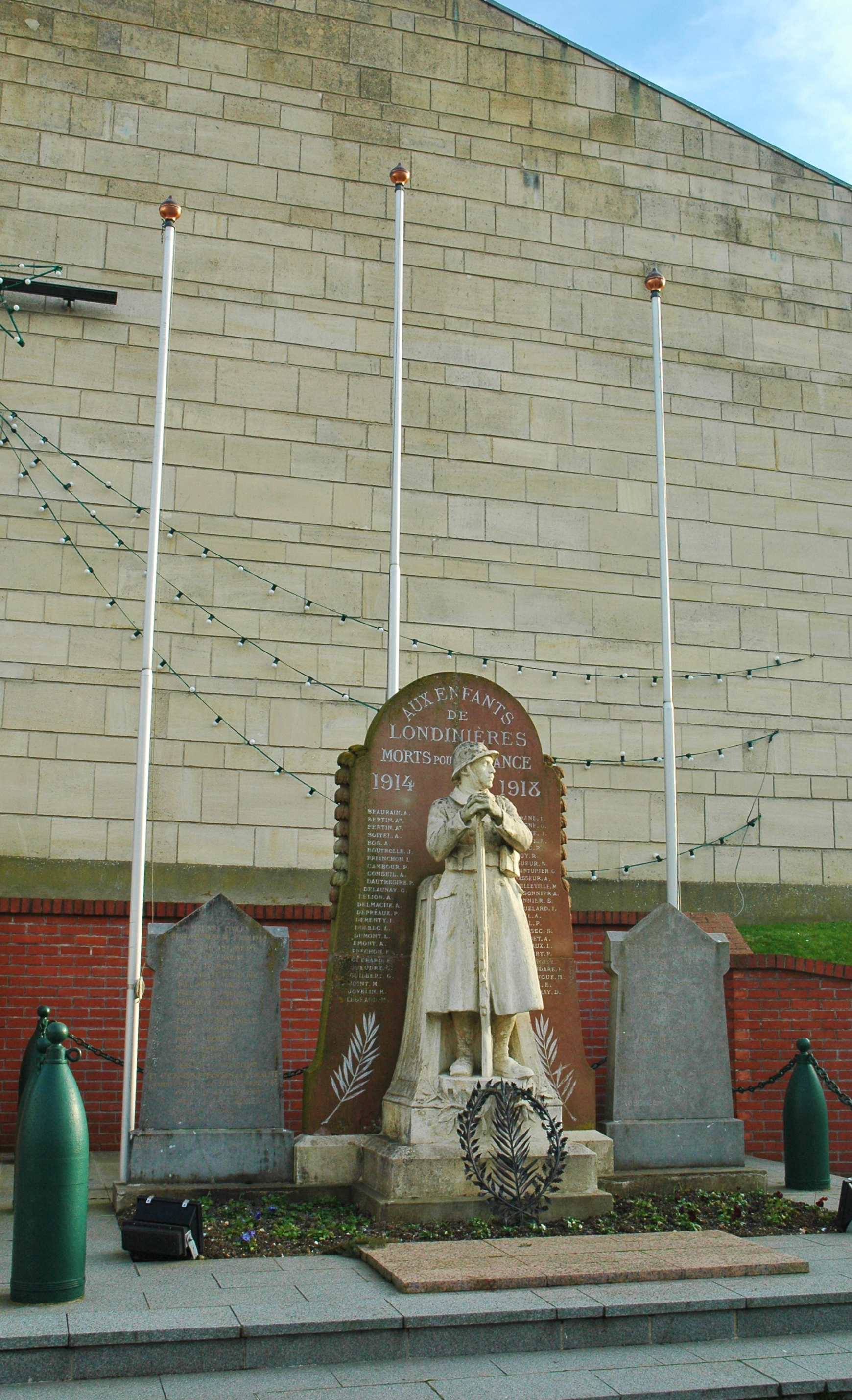
Le monument aux morts.

### Lieux et monuments
- Église Notre-Dame
L'église Notre-Dame de Londinières date du XVIe siècle. L’édifice s’écroule sous les bombardements du 7 juin 1940 (allemand) et du 21 décembre 1943 (anglais). Il ne reste plus alors que le clocher et le transept nord, fort ébranlés eux aussi, et qu’il faudra d’ailleurs consolider en 1954. Les travaux de restauration débutèrent en 1955. Autrefois placé au centre de l’édifice, le clocher s’inscrit désormais latéralement dans la nouvelle construction. Il abrite trois cloches pesant 1 200 kg, 800 kg et 350 kg dénommées respectivement : Louise-Céline, Marie et Marie-Louise Céline. La nouvelle nef est très vaste et bien éclairée par les grandes baies vitrées latérales. Elle comporte également un vitrail moderne dédiée à la Vierge Marie. L’église compte quelques œuvres d’art : une dalle tumulaire, un très beau Christ restauré, une table de communion, un orgue à tuyaux (construit par la facture d'orgues Roethinger en 1962) et quelques statues anciennes dont un « saint Sébastien » en bois transpercé de flèches.

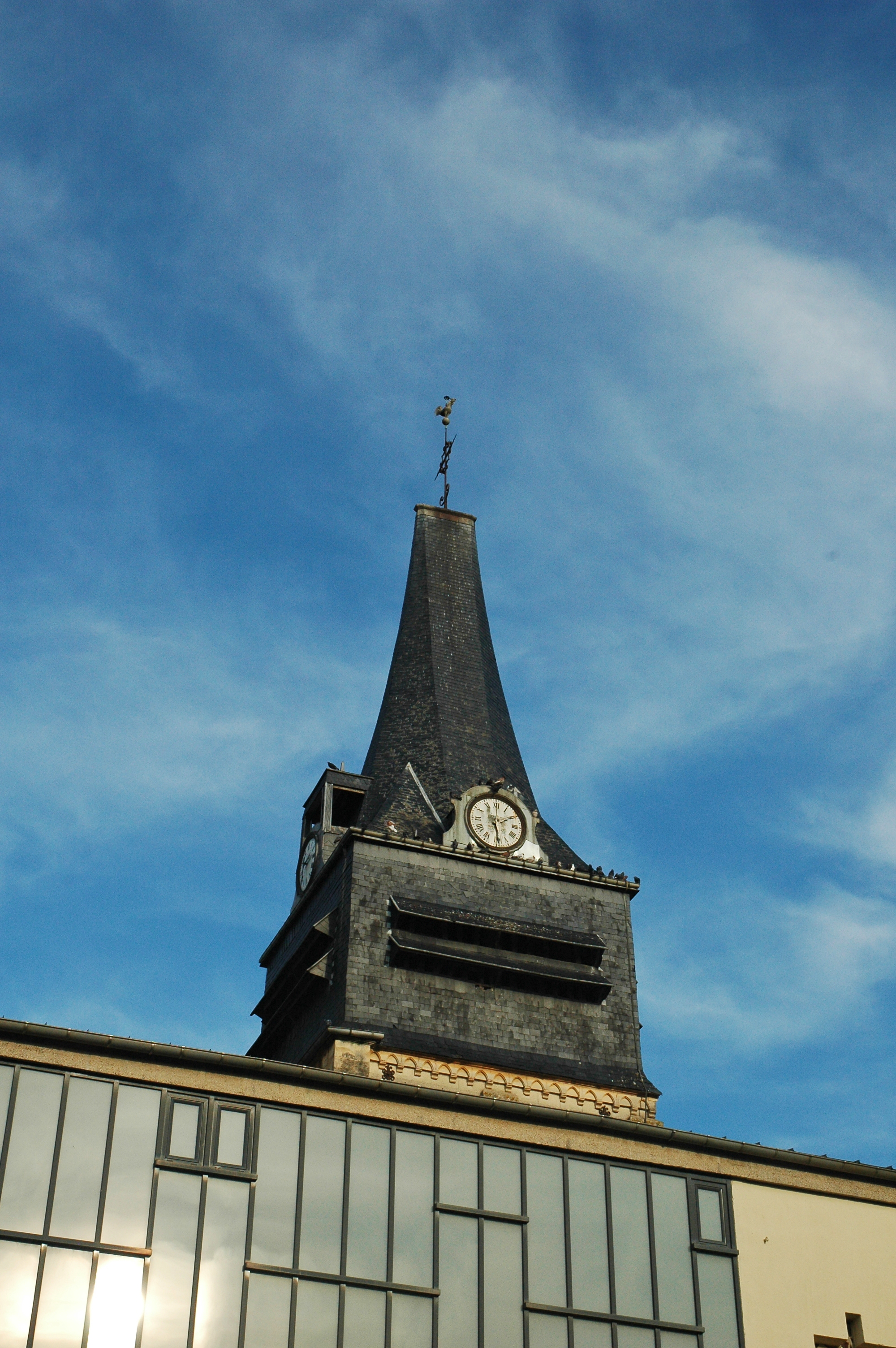
Le clocher dominant la partie moderne de l'église.
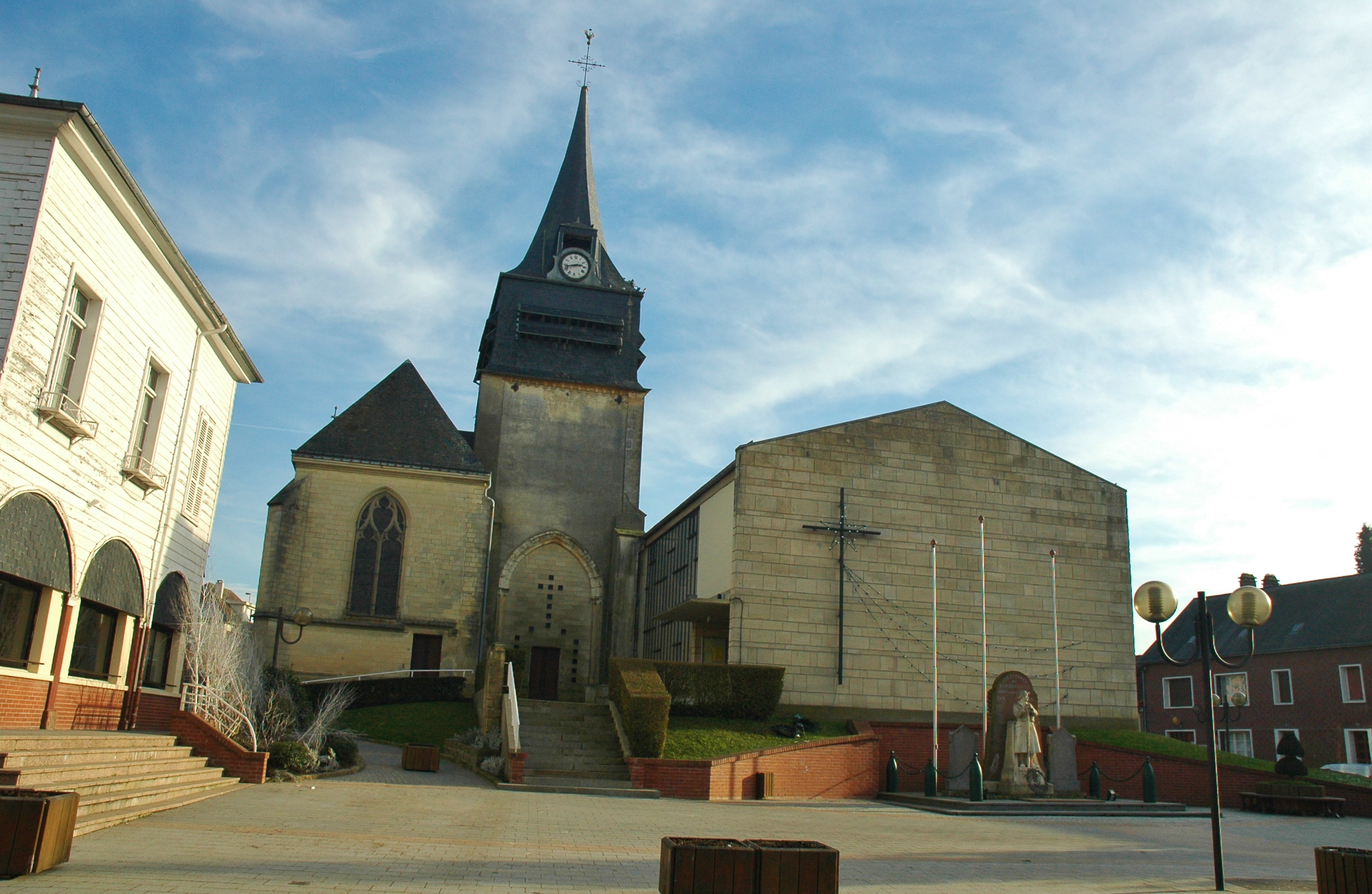
Vue générale de l'église ainsi que la place principale de la ville.

- Église Saint-Melaine, à Boissay-sur-Eaulne, en damiers de pierres et de briques roses, avec une toiture d'ardoises et un clocher quadrangulaire massif. Au dessus deu porche se trouve une pierre ornée de la salamandre, symbole de François Ier 
Ancienne église paroissiale, elle a appartenu à l'Abbaye Notre-Dame du Bec dès le XIIe siècle. Peu fréquentée, car de nombreux habitants étaient protestants, elle tombe complètement en ruines lors d'un orage de 1708. Elle est reconstruite jusqu'en 1758, restaurée ou remaniée en 1771, 1828, 1986 et 1996, à la suite d'un effondrement du sol[43].
- Monument aux morts

### Personnalités liées à la commune
- Paul Henri Cahingt (1825-1914) : il réalisa des fouilles de sites du Néolithique, gaulois et mérovingiens sur Londinières et sa région. Il a découvert de nombreux objets[44]  dont quelques-uns sont exposés au collège qui porte son nom à Londinières ainsi qu'au musée des Antiquités de Rouen (pour la plus grosse partie).
- Henri Cahingt[45] (1856-1943), son fils, professeur au collège de Dieppe, auteur de nombreux ouvrages, né à Londinières.
- Gérard de Milleville (1912-2007)